# Anson Green Phelps

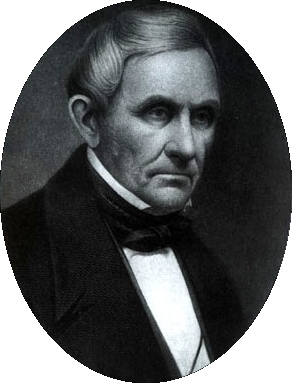
Anson Green Phelps

Anson Green Phelps (* 24. März 1781 in Simsbury, Connecticut; † 30. November 1853 in New York City) war ein US-amerikanischer Geschäftsmann und Philanthrop.
Phelps begann seinen geschäftlichen Aufstieg in Hartford. Dort ließ er eine große Anzahl von Pferdesatteln produzieren, die er dann in den Süden Amerikas verkaufte. Angespornt durch seine geschäftlichen Erfolge zog Phelps 1812 nach New York und gründete zusammen mit Elisha Peck  das Unternehmen Phelps, Peck & Co. Sie handelten mit Eisen, Messing und anderen Metallen. 1828 stellten sie den Handel ein.
1834 gründeten Anson Phelps und sein Schwiegersohn William E. Dodge die Bergbaugesellschaft Phelps, Dodge and Company. Anfangs handelten sie mit amerikanischen Produkten, um im Austausch Kupfer, Eisen, Zinn und andere Metalle von England nach Amerika einzuführen. 1881 stieg das Unternehmen jedoch selbst ins Bergbaugeschäft ein und kaufte Minen in Arizona. Heutzutage zählt die Dodge Phelps Corporation zu den größten Bergbaugesellschaften der Welt.
1844 wurde eine Stadt nördlich von Derby gegründet, die den Namen Phelpsville tragen sollte. Jedoch wegen einer Namensgleichheit mit einer anderen Stadt wurde sie schließlich Ansonia, nach seinem Vornamen, benannt.
1853 starb Phelps in seinem Heim in seinem 73. Lebensjahr. Er wurde im Familiengrab des Green-Wood Cemetery in Brooklyn, New York City beigesetzt.